# Иван Шпатов (политик)
Иван Петров Шпатов е български икономист и политик от БКП.

## Биография
Роден е на 7 декември 1933 г. в град Русе. През 1958 г. завършва ВИИ „Карл Маркс“ в София. В периода 1958 – 1976 г. последователно е инструктор и завеждащ отдел в ГК на ДКМС в Пловдив, началник на отдел и заместник-председател на Окръжната планова комисия и заместник-председател на Комитета по качество, стандартизация и метрология. От 1960 г. е член на БКП. Бил е секретар на Централния съвет на Българските професионални съюзи, както и първи заместник-председател на Държавния комитет за планиране и първи заместник-министър на вътрешната търговия и услугите. Между 1976 и 1989 г. е главен секретар на Министерски съвет. От 1976 до 19 декември 1977 г. е кандидат-член на ЦК на БКП. В периода 1977 – 1990 г. е член на ЦК на БКП. От 1989 до 1990 г. е министър на вътрешната търговия в правителството на Георги Атанасов